# Wilhelm Buckermann
Wilhelm „Willi“ Clemens Maria Buckermann (* 31. Oktober 1934; † 19. Januar 2004 in Haldern) war ein deutscher Kommunalpolitiker. Er war langjähriger Bürgermeister der Gemeinde Haldern und der Stadt Rees.

## Leben
Buckermann wuchs in Haldern am Niederrhein auf. Seine Eltern betrieben einen landwirtschaftlichen Betrieb, den er selbst zunächst hauptberuflich, später nur noch nebenberuflich bewirtschaftete. Er war verheiratet mit Hermine Buckermann geb. Ricken, aus dieser Ehe gingen vier Kinder hervor.
Buckermann trat 1958 der Christlich Demokratischen Union Deutschlands (CDU) bei. In der Zeit von 1969 bis 1974 war er Gemeindebürgermeister und 1974 Amtsbürgermeister von Haldern. 1979 wurde er zunächst stellvertretender Bürgermeister der Stadt Rees, 1982 zum Bürgermeister gewählt. Am 17. Juni 1993 wurde Buckermann das Bundesverdienstkreuz am Bande verliehen.
Um Haus Aspel wieder zu einem Zwiebeltürmchen zu verhelfen, sammelt er in Rees 260.000 Mark.
Nach Abschaffung der Doppelspitze in den Stadtverwaltungen von Nordrhein-Westfalen wurde er im Jahr 1999 erster Vizebürgermeister. Im Regionalrat war er vertreten ebenso im Kreistag von Kleve, seine erneute Kandidatur war beschlossen. Willi Buckermann verstarb im Alter von 69 Jahren nach einer Fraktionssitzung an den Folgen eines Herzinfarktes im Auto vor seinem Haus.
In Anerkennung seiner Verdienste verlieh ihm die Stadt Rees am 21. September 2004 postum die Ehrenbürgerwürde.
Neben zahlreichen Ämtern und Ehrenämtern, die in direkter Verbindung zu seinem Bürgermeisteramt standen, war er 2. Brudermeister der St. Josef Schützenbruderschaft Haldern und BHDS-Bezirksbundesmeister des Bezirksverbandes Rees.
Am 5. Februar 2017 wurde im Reeser Ortsteil Haldern eine Straße nach ihm benannt.